# Forcett
Forcett är en by och en civil parish i kommunen North Yorkshire i England. Byn nämndes i Domedagsboken (Domesday Book) år 1086, och kallades då Forsed/Forset. Skapad 1 april 2015 (CP).